# Буди-Грабські (Лодзинське воєводство)
Буди-Грабські (пол. Budy Grabskie) — село в Польщі, у гміні Скерневиці Скерневицького повіту Лодзинського воєводства.
Населення — 106 осіб (2011).
У 1975-1998 роках село належало до Скерневицького воєводства.

## Демографія
Демографічна структура станом на 31 березня 2011 року:
|          | Загалом | Допрацездатний вік | Працездатний вік | Постпрацездатний вік |
| -------- | ------- | ------------------ | ---------------- | -------------------- |
| Чоловіки | 55      | 7                  | 34               | 14                   |
| Жінки    | 51      | 9                  | 31               | 11                   |
| Разом    | 106     | 16                 | 65               | 25                   |